# Costa Masnaga
Costa Masnaga är en ort och kommun i provinsen Lecco i regionen Lombardiet i Italien. Kommunen hade 4 782 invånare (2018).